# Lomme - Lambersart - Arthur-Notebart (métro de Lille)
Lomme - Lambersart - Arthur-Notebart est une station de la ligne 2 du métro de Lille, située à Lambersart et à Lille, dans la commune-associée de Lomme. Inaugurée le 1er avril 1989, la station permet de desservir les communes de Lomme et de Lambersart.

## Situation
Tout comme les stations entre Bourg et Bois Blancs, la station se trouve sous l'avenue de Dunkerque dans la commune associée de Lille, Lomme. Elle est implantée à l'intersection entre cette avenue et l'avenue de la République. Ses deux accès sont situées de chaque côté de l'avenue de Dunkerque, l'un à Lambersart et l'autre à Lomme.
Elle est située sur la ligne 2 entre les stations Pont Supérieur et Canteleu - Euratechnologies à Lille. Elle est l'un des trois terminus partiels de la ligne 2. En heure de pointe, certaines rames en direction de Saint-Philibert y font leur terminus. Dans ce cas, les rames repartent directement dans l'autre sens.

## Histoire
La station est ouverte le 1er avril 1989 lors de la mise en service de la ligne 1 bis, devenue en 1994 la ligne 2. La station doit son nom originel aux deux villes disposées de chaque côté de l'avenue de Dunkerque, Lomme et Lambersart.
Grâce à la ténacité de sa petite fille Sylvie Lachevre-Ponte et du soutien du sénateur maire Marc-Philippe Daubresse, le 2 septembre 2017, le nom « Arthur-Notebart » est ajouté à cette station, en l'honneur de l'initiateur du réseau de métro automatique et ancien maire de Lomme.

## Service aux voyageurs

### Accueil et accès
La station est bâtie sur trois niveaux et dispose de deux accès ainsi que de deux ascenseurs en surface disposés de chaque côté de l'avenue de Dunkerque.
- niveau -1 : vente et compostage des tickets
- niveau -2 : niveau intermédiaire permettant de choisir la direction de son trajet
- niveau -3 : voies centrales et quais opposés

Architecture intérieure
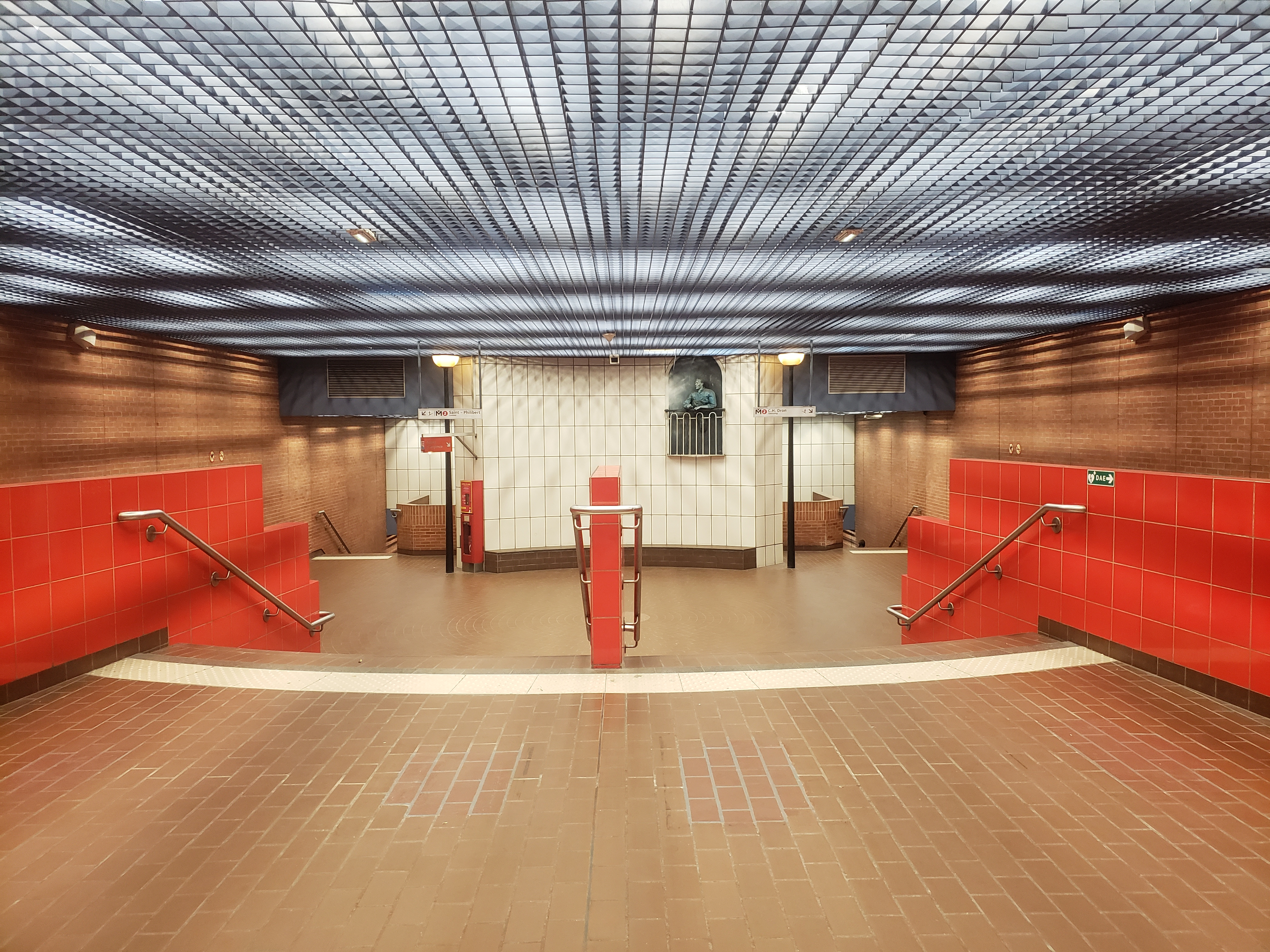
Vue générale de la mezzanine
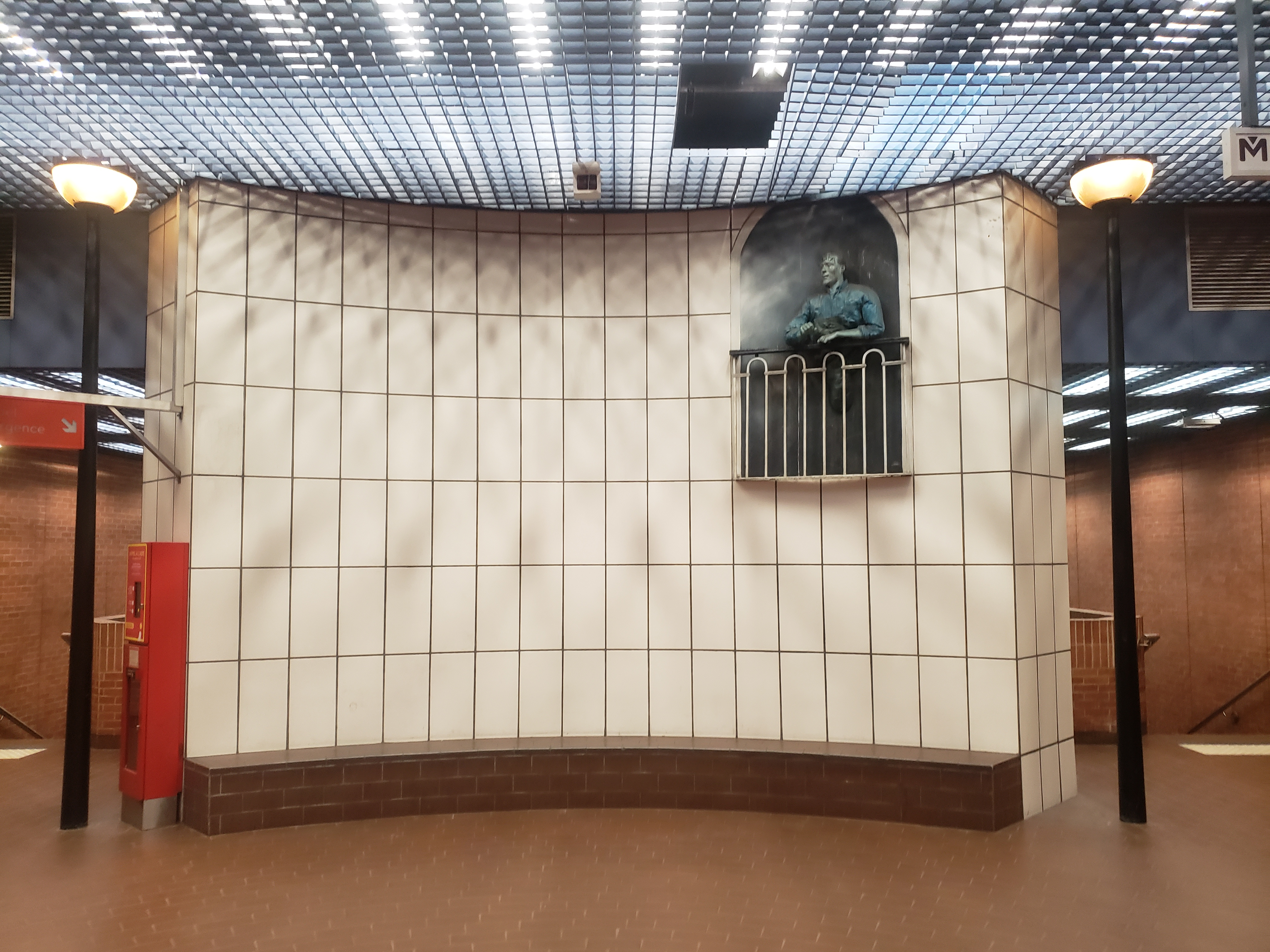
Détail au fond de la mezzanine
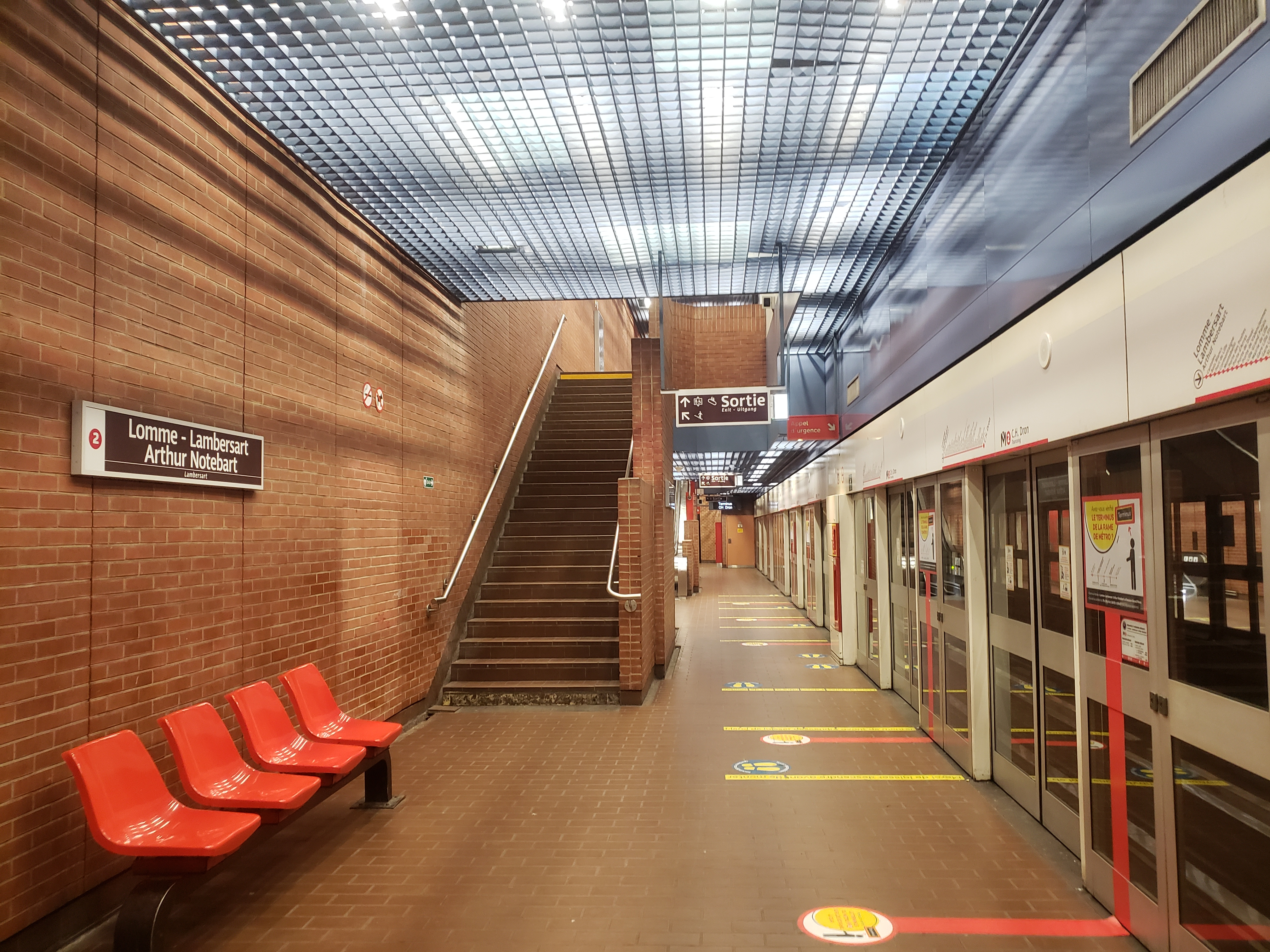
Vue générale du quai (39 mètres) en direction de CH Dron

### Intermodalité
La station est desservie par la ligne 10 du réseau Ilévia.